# SK Spolana Neratovice
SK Spolana Neratovice was een Tsjechische voetbalclub uit Neratovice. De club is in 1919 opgericht als SK Neratovice. Tussen 1978 en 2003 speelde de club in totaal 7 seizoenen op het tweede niveau van Tsjecho-Slowakije en Tsjechië verspreid over vijf perioden. In 2003 verloor de club de steun van de stad en haar belangrijkste sponsor Spolana, waarna de club fuseerde met SK Kladno.

## Naamswijzigingen
- 1919 – opgericht als SK Neratovice (Sportovní klub Neratovice)
- 1953 – DSO Jiskra Neratovice (Dobrovolná sportovní organizace Jiskra Neratovice)
- 1959 – TJ Spolana Neratovice (Tělovýchovná jednota Spolana Neratovice)
- 1997 – SK Spolana Neratovice (Sportovní klub Spolana Neratovice)
- 2003 – fusie met SK Kladno → opheffing van de club